# فلوپنتیکسول
فلوپنتیکسول (به انگلیسی: FLUPENTIXOL DECANOATE)
رده درمانی: داروهای درمان روانپریشی
اشکال دارویی: آمپول

## موارد مصرف
فلوپنتیکسول در اسکیزوفرنی و حالات روانی دیگرخصوصا همراه با بی‌ثباتی خلقی وکناره‌گیری (به استثناء مانیا یا افزایش فعالیت روانی ـ حرکتی) و نیز در افسردگی‌مصرف می‌شود.

## مکانیسم اثر
فلوپنتیکسول اثر درمانی خود راعمدتا با انسداد گیرنده‌های دوپامینی درسیستم اعصاب مرکزی ایجاد می‌نماید.همچنین گیرنده‌های آلفا ـ آدرنرژیکی وموسکارینی تحت تأثیر این دارو تا حدودی مهار میگردند.

## عوارض جانبی
آرامش بیش از حد و خواب‌آلودگی، بی‌ثباتی خلقی، کابوس‌های شبانه، بیخوابی، تحریک، سرخوشی ممکن است‌بروز نماید. در مصارف طولانی مدت دیسکینزی دیررس ممکن است ایجادگردد.همچنین با کاهش نوتروفیلها(سلول‌های سفید خون که با باکتری‌ها مبارزه می‌کنند)همراه است. آثار ضد موسکارینی نظیر یبوست، خشکی دهان، احتقان بینی، احتباس ادرار وتاری دید نیز به ندرت بروز می‌نماید.